# Elliptio steinstansana
Elliptio steinstansana е вид мида от семейство Unionidae. Видът е критично застрашен от изчезване.

## Разпространение
Разпространен е в САЩ.